# Nati nel 1958/Novembre
| Questa pagina contiene informazioni ricavate automaticamente dalle voci biografiche con l'ausilio del template Bio e di un bot. L'aggiornamento è periodico e automatico e ricostruisce completamente la pagina. Se manca una persona in questa lista, sei pregato di non aggiungerla, ma accertati piuttosto che la sua voce biografica contenga il template Bio e che i dati anagrafici siano correttamente compilati. Se il template Bio manca, inseriscilo tu stesso o, in alternativa, metti l'avviso {{tmp\|Bio}} che ne segnala la mancanza. Se i dati riportati sono sbagliati, correggi direttamente la voce biografica; le modifiche saranno visibili in questa lista entro pochi giorni. Per chiarimenti vedi il progetto biografie. La lista contiene solo le 237 persone che sono citate nell'enciclopedia e per le quali è stato implementato correttamente il template Bio. Pagina aggiornata al 10 ago 2025. |

- 1º novembre - Michele Brambilla, giornalista e scrittore italiano
- 1º novembre - Lilja Budžurova, giornalista e poetessa ucraina
- 1º novembre - Paola Cantalupo, ballerina italiana
- 1º novembre - Stephen Hopkins, regista, produttore cinematografico e produttore televisivo australiano
- 1º novembre - Tarcisius Isao Kikuchi, cardinale e arcivescovo cattolico giapponese
- 1º novembre - Rachel Ticotin, attrice statunitense
- 2 novembre - Carter Beauford, batterista statunitense
- 2 novembre - Franco Boffi, mezzofondista e siepista italiano
- 2 novembre - Bobby Dall, bassista statunitense
- 2 novembre - Mohamed Sayed Soliman, ex cestista egiziano
- 3 novembre - Jorge Gáspari, ex calciatore argentino
- 3 novembre - Jennifer Smit, scrittrice, ex discobola e pesista olandese
- 3 novembre - Antonella Valentini, ex nuotatrice italiana
- 4 novembre - Uwe Bewersdorf, ex pattinatore artistico su ghiaccio tedesco
- 4 novembre - Kenneth Pomeranz, storico statunitense
- 4 novembre - Bert Romp, cavaliere olandese († 2018)
- 4 novembre - Dominique Voynet, politica francese
- 5 novembre - Robin Barton, mercante d'arte britannico
- 5 novembre - Maria Martinelli, regista e produttrice cinematografica italiana
- 5 novembre - Sara Netanyahu, psicologa e educatrice israeliana
- 5 novembre - Ghibli, cantautore e chitarrista italiano
- 5 novembre - Robert Patrick, attore statunitense
- 5 novembre - María Elena Ramírez, ex cestista messicana
- 5 novembre - Tobias Schliessler, direttore della fotografia tedesco
- 6 novembre - Andrea De Nisco, doppiatore italiano
- 6 novembre - Urs Freuler, ex ciclista su strada e pistard svizzero
- 6 novembre - Enrico Giannetto, fisico e filosofo italiano
- 6 novembre - Ingrid Lacey, attrice britannica
- 6 novembre - Mark Haynes, ex giocatore di football americano statunitense
- 6 novembre - Pedro Muñoz, ex ciclista su strada spagnolo
- 6 novembre - Hery Rajaonarimampianina, politico malgascio
- 6 novembre - Domenico Saverni, sceneggiatore e regista italiano
- 6 novembre - Mervyn Spence, bassista britannico
- 7 novembre - Andy Biggs, politico statunitense
- 7 novembre - Claudio Dalla Zuanna, arcivescovo cattolico e missionario italiano
- 7 novembre - Derk Jan Eppink, politico e giornalista belga
- 7 novembre - Giorgio Figus, fumettista italiano
- 7 novembre - Dmitrij Nikolaevič Kozak, politico russo
- 7 novembre - Jens Egil Vikanes, calciatore norvegese († 2017)
- 7 novembre - Ō Rissei, goista giapponese
- 8 novembre - Gerolf Annemans, politico belga
- 8 novembre - John Brancato e Michael Ferris, sceneggiatore statunitense
- 8 novembre - Don Byron, compositore e polistrumentista statunitense
- 8 novembre - Franco Moreno, cantautore italiano
- 8 novembre - Mauro Chianale, politico italiano
- 8 novembre - Paolo Condò, giornalista e opinionista italiano
- 8 novembre - Torkil Damhaug, scrittore norvegese
- 8 novembre - Phil Fondacaro, attore statunitense
- 8 novembre - Yoav Gallant, generale e politico israeliano
- 8 novembre - Aden Gillett, attore britannico
- 8 novembre - Gerald Mortag, pistard tedesco († 2023)
- 8 novembre - Riccardo Piatti, allenatore di tennis italiano
- 8 novembre - Torben Skjødt Jensen, regista danese
- 8 novembre - Jeff Speakman, artista marziale e attore statunitense
- 8 novembre - Paola Zannoner, scrittrice, critica letteraria e blogger italiana
- 9 novembre - C. J. Box, scrittore statunitense
- 9 novembre - Gaetano Grasso, attivista e politico italiano
- 10 novembre - Luigi D'Oriano, taekwondoka italiano
- 10 novembre - Stephen Herek, regista statunitense
- 10 novembre - Antoine Kambanda, cardinale e arcivescovo cattolico ruandese
- 10 novembre - Massimo Morsello, cantautore e terrorista italiano († 2001)
- 10 novembre - Slavko Petrović, allenatore di calcio e ex calciatore serbo
- 10 novembre - Hans-Uwe Pilz, allenatore di calcio e ex calciatore tedesco orientale
- 10 novembre - Myrian Rios, attrice, conduttrice televisiva e politica brasiliana
- 10 novembre - Vicky Rosti, cantante finlandese
- 11 novembre - Claudio Casadio, attore teatrale e attore cinematografico italiano
- 11 novembre - Luz Casal, cantante spagnola
- 11 novembre - Kazimieras Černis, astronomo lituano
- 11 novembre - John Devine, ex calciatore e preparatore atletico irlandese
- 11 novembre - Anatolij Jarkin, ex ciclista su strada ucraino
- 11 novembre - Perry Moss, ex cestista statunitense
- 11 novembre - Steven Nadler, storico della filosofia statunitense
- 11 novembre - Chris Wreghitt, ex ciclista su strada e ciclocrossista britannico
- 12 novembre - Alessio Coppola, fumettista italiano
- 12 novembre - Brigitte Deydier, ex judoka francese
- 12 novembre - Roberto Marini, fumettista italiano
- 12 novembre - Megan Mullally, attrice, conduttrice televisiva e comica statunitense
- 12 novembre - Silvano Pivotto, ex calciatore italiano
- 12 novembre - Claudio Sardo, giornalista e scrittore italiano
- 12 novembre - Giglio Zarattini, pittore e politico italiano († 2004)
- 13 novembre - Lucio Bardi, chitarrista italiano
- 13 novembre - Choi Ki-bong, allenatore di calcio e ex calciatore sudcoreano
- 13 novembre - Elena Cyplakova, attrice e regista russa
- 13 novembre - Vincenzo Folino, politico italiano
- 13 novembre - John McConnell, attore statunitense
- 13 novembre - Lorenzo Romar, ex cestista e allenatore di pallacanestro statunitense
- 13 novembre - Marina Sciocchetti, cavallerizza italiana
- 13 novembre - Sílvio Paiva, ex calciatore brasiliano
- 13 novembre - Anita Skorgan, cantante norvegese
- 14 novembre - Charles Bell, ex calciatore inglese
- 14 novembre - Ed DeChellis, allenatore di pallacanestro statunitense
- 14 novembre - Shafi Goldwasser, informatica statunitense
- 14 novembre - Sergio Goyri, attore messicano
- 14 novembre - Ingrīda Latimira, politica lettone († 2024)
- 14 novembre - Debbie Lesko, politica statunitense
- 14 novembre - Olivier Marchal, attore, regista e sceneggiatore francese
- 14 novembre - James Martinez, ex lottatore statunitense
- 14 novembre - Cindy Noble, ex cestista statunitense
- 14 novembre - José María Noriega, ex calciatore spagnolo
- 14 novembre - Francesco Pannofino, attore, doppiatore e direttore del doppiaggio italiano
- 14 novembre - Nigel Stepney, britannico († 2014)
- 15 novembre - Dario Arkel, pedagogista italiano
- 15 novembre - Dave Cairns, chitarrista e tastierista inglese
- 15 novembre - Martin Davis, ex tennista statunitense
- 15 novembre - Lewis Fitz-Gerald, attore australiano
- 15 novembre - Leslie Malton, attrice statunitense
- 15 novembre - Pascal Loubet, scrittore, giornalista e fotografo francese
- 15 novembre - Óscar Vladimir Rojas, ex calciatore cileno
- 15 novembre - Paul Schönwetter, allenatore di calcio e ex calciatore tedesco
- 15 novembre - Marina Spada, regista e sceneggiatrice italiana
- 15 novembre - Franz Wembacher, ex slittinista tedesco occidentale
- 16 novembre - Pierluigi D'Este, ex arbitro di pallacanestro italiano
- 16 novembre - Joe Ellis, dirigente sportivo statunitense
- 16 novembre - Roberto Guerrero, pilota automobilistico colombiano
- 16 novembre - Jens Halfwassen, filosofo tedesco († 2020)
- 16 novembre - Marg Helgenberger, attrice statunitense
- 16 novembre - Anne Holt, scrittrice, avvocato e giornalista norvegese
- 16 novembre - Sooronbay Jeenbekov, politico kirghiso
- 16 novembre - Sándor Olajos, ex calciatore e ex giocatore di calcio a 5 ungherese
- 16 novembre - Edward Sarul, ex pesista polacco
- 16 novembre - Neil Turok, fisico sudafricano
- 16 novembre - Geling Yan, scrittrice e sceneggiatrice cinese
- 17 novembre - Frédéric Borel, architetto francese
- 17 novembre - Umberto Cicconi, fotoreporter italiano
- 17 novembre - Glenn Dods, fisioterapista e ex calciatore neozelandese
- 17 novembre - Mary Elizabeth Mastrantonio, attrice e cantante statunitense
- 17 novembre - East Bay Ray, chitarrista statunitense
- 17 novembre - Jean-Louis Tournadre, pilota motociclistico francese
- 17 novembre - Ahmad bin Salman Al Sa'ud, militare e imprenditore saudita († 2002)
- 17 novembre - Frank van Hattum, dirigente sportivo e ex calciatore neozelandese
- 18 novembre - Sergio Omar Almirón, ex calciatore argentino
- 18 novembre - Robert Dill-Bundi, pistard e ciclista su strada svizzero († 2024)
- 18 novembre - Serena Galvani, velista e fotografa italiana
- 18 novembre - Oscar Nuñez, attore e comico cubano
- 18 novembre - Roman Pindel, vescovo cattolico polacco
- 18 novembre - Jim Stone, ex giocatore di football americano statunitense
- 18 novembre - Shirley Strong, ex ostacolista britannica
- 18 novembre - Adriano Tancon, ex hockeista su ghiaccio italiano
- 19 novembre - Isabella Blow, editrice britannica († 2007)
- 19 novembre - Algirdas Butkevičius, politico lituano
- 19 novembre - Jean-François Clervoy, astronauta francese
- 19 novembre - Daniela Conti, attrice italiana
- 19 novembre - Claudio Foscarini, allenatore di calcio e ex calciatore italiano
- 19 novembre - Annette Gordon-Reed, storica e docente statunitense
- 19 novembre - Maurizio Grosselli, ex calciatore italiano
- 19 novembre - Charlie Kaufman, sceneggiatore, produttore cinematografico e regista statunitense
- 19 novembre - Mette Mestad, ex biatleta norvegese
- 19 novembre - Jean-Marc Muffat, ex sciatore alpino francese
- 19 novembre - Gianni Pittella, politico italiano
- 19 novembre - Hugo Villegas, ex cestista messicano
- 19 novembre - Stanislav Zvolenský, arcivescovo cattolico slovacco
- 20 novembre - Vittorio Barazzotto, politico italiano
- 20 novembre - Kim Brink, allenatore di calcio danese
- 20 novembre - Giuseppe Marinello, politico italiano
- 20 novembre - Rudi Vervoort, politico belga
- 21 novembre - Maurizio Ancidoni, attore italiano († 2019)
- 21 novembre - Mohamed Bouhdjar, ex giocatore di calcio a 5 algerino
- 21 novembre - Charlie Cinelli, cantante, bassista e chitarrista italiano
- 21 novembre - Eddie O'Sullivan, ex rugbista a 15, allenatore di rugby a 15 e docente irlandese
- 21 novembre - Peter Nguyễn Văn Hùng, presbitero e attivista vietnamita
- 21 novembre - David Reivers, attore statunitense
- 22 novembre - Giulio Castagnoli, compositore italiano
- 22 novembre - Jamie Lee Curtis, attrice statunitense
- 22 novembre - Ibrahim Iskandar di Johor, sovrano malese
- 22 novembre - Gennadij Kapustin, cestista sovietico († 2011)
- 22 novembre - Matthias Liebers, ex calciatore tedesco
- 22 novembre - Mark Malone, ex giocatore di football americano statunitense
- 22 novembre - Irina Otieva, cantante russa
- 22 novembre - Bruce Payne, attore inglese
- 22 novembre - Ihor Surkis, imprenditore e dirigente sportivo ucraino
- 23 novembre - Andrea Barducci, politico italiano
- 23 novembre - Johnie Cooks, giocatore di football americano statunitense († 2023)
- 23 novembre - Enrico Di Giuseppantonio, politico italiano
- 23 novembre - Frank Johnson, ex cestista e allenatore di pallacanestro statunitense
- 23 novembre - Gabriele Morganti, allenatore di calcio e ex calciatore italiano
- 23 novembre - Kenny Scharf, artista statunitense
- 23 novembre - Paola Staccioli, scrittrice e attivista italiana († 2021)
- 24 novembre - José Aguilar, pugile cubano († 2014)
- 24 novembre - Roy Aitken, allenatore di calcio e ex calciatore scozzese
- 24 novembre - Alain Chabat, regista, attore e produttore cinematografico francese
- 24 novembre - Rick Davis, ex calciatore statunitense
- 24 novembre - Gregory Doran, regista teatrale e direttore artistico inglese
- 24 novembre - Ricardo Alfredo Gil-Hutton, astronomo argentino
- 24 novembre - Randi Hansen, cantante norvegese
- 24 novembre - Nick Knight, fotografo britannico
- 24 novembre - Carmel McCourt, cantante britannica
- 24 novembre - Rosa Maria Villecco, politica italiana
- 25 novembre - John Appel, regista olandese
- 25 novembre - Jules Bocandé, calciatore senegalese († 2012)
- 25 novembre - Daniela Padoan, scrittrice e saggista italiana
- 25 novembre - Giovanni Robbiano, regista e sceneggiatore italiano
- 25 novembre - Josef Rusnak, regista e sceneggiatore tedesco
- 26 novembre - Andreas Aebi, politico, agricoltore e imprenditore svizzero
- 26 novembre - Vladimír Caldr, ex hockeista su ghiaccio cecoslovacco
- 26 novembre - Vilson Dias de Oliveira, vescovo cattolico brasiliano
- 26 novembre - Levent Erdoğan, ex sollevatore turco
- 26 novembre - Ellen Fiedler, ex ostacolista tedesca
- 26 novembre - Michail Linge, velocista sovietico († 1994)
- 26 novembre - Pamela Prati, soubrette, attrice e ex modella italiana
- 26 novembre - Tapio Sipilä, ex lottatore finlandese
- 26 novembre - Mickey Skinner, ex rugbista a 15 britannico
- 27 novembre - David Cowling, allenatore di calcio e ex calciatore inglese
- 27 novembre - Paul Gosar, politico statunitense
- 27 novembre - Tetsuya Komuro, cantante, compositore e produttore discografico giapponese
- 27 novembre - Ágnes Lámala, ex cestista ungherese
- 27 novembre - Carlo Masci, politico italiano
- 27 novembre - Mike Scioscia, ex giocatore di baseball e allenatore di baseball statunitense
- 27 novembre - Peter Zelenský, ex calciatore cecoslovacco
- 28 novembre - Kriss Akabusi, ex ostacolista e velocista britannico
- 28 novembre - Alfredo Arias, allenatore di calcio e ex calciatore uruguaiano
- 28 novembre - Don Collins, ex cestista statunitense
- 28 novembre - Tanya Harford, tennista sudafricana
- 28 novembre - Kanako Inuki, fumettista giapponese
- 28 novembre - Fabio Metitieri, giornalista e saggista italiano († 2009)
- 28 novembre - Montie Rissel, serial killer statunitense
- 28 novembre - Christopher Rouse, montatore e sceneggiatore statunitense
- 28 novembre - Urs Räber, ex sciatore alpino svizzero
- 28 novembre - Luis Rafael Zarama Pasqualetto, vescovo cattolico colombiano
- 29 novembre - Sean Bobbitt, direttore della fotografia britannico
- 29 novembre - Michael Dempsey, bassista inglese
- 29 novembre - Philippe Desmet, ex calciatore belga
- 29 novembre - John Dramani Mahama, politico, storico e scrittore ghanese
- 29 novembre - Chibly Langlois, cardinale e vescovo cattolico haitiano
- 29 novembre - Maria Elena Moyano, attivista peruviana († 1992)
- 29 novembre - Lev Borisovič Psachis, scacchista sovietico
- 29 novembre - Steve Timmons, ex pallavolista e ex giocatore di beach volley statunitense
- 30 novembre - Josef Ascanio, ex taekwondoka italiano
- 30 novembre - Michel Bibard, ex calciatore francese
- 30 novembre - Candi Clarkson, ex cestista canadese
- 30 novembre - Vincenzo Garofalo, politico italiano
- 30 novembre - Curt Giles, ex hockeista su ghiaccio canadese
- 30 novembre - Miodrag Ješić, calciatore e allenatore di calcio serbo († 2022)
- 30 novembre - Blanka Linhartová, ex cestista cecoslovacca
- 30 novembre - Stacey Q, cantante e attrice statunitense
- 30 novembre - Hinako Sugiura, fumettista giapponese († 2005)
- 30 novembre - Gregory Widen, sceneggiatore e regista statunitense
- 30 novembre - Tom Zenk, wrestler e culturista statunitense († 2017)